# Shanelle Nyasiase
Shanelle Nyasiase, née en 1997, est une femme mannequin sud-soudanaise d'origine éthiopienne, qui est apparue dans les défilés de mode en 2017, après une enfance difficile dans des pays en guerre civile, ce qui a conduit sa famille à migrer  d’une région à l’autre. Elle est devenue ensuite une des mannequins les plus remarquées au niveau international.

## Biographie
Shanelle Nyasiase est née dans la région de Gambela, en Éthiopie. À l'âge de neuf ans, sa famille et elle migrent à Djouba, au Sud-Soudan. Shanelle Nyasiase a trois frères et sœurs. À treize ans, sa famille est contrainte de migrer à nouveau, cette fois à Nairobi, au Kenya.
Shanelle Nyasiase a posé comme mannequin localement au Kenya avant d'être découverte par les agences de mannequinat internationales. Elle fait ses débuts sur les podiums lors des présentations de mode Automne/Hiver 2017, défilant pour Miu Miu, Rick Owens et Armani. En 2018, elle défile aussi pour des stylistes ou des marques tels que Tom Ford, Jason Wu, Marc Jacobs, Alexander McQueen, Burberry, Gucci, Versace, Rochas, Dries Van Noten et Kenzo, entre autres,,. C’est elle qui clôture le défilé Printemps/Eté 2019 de Balenciaga. Elle apparaît aussi dans des publicités de grandes marques de luxe. Elle est devenue une des mannequins les plus en vue de la fin des années 2010 et du début des années 2020 : elle  figure de ce fait sur la Hot List de models.com, et est mentionnée par exemple par British Vogue, en 2018, parmi les Top Models de la London Fashion Week.